# Revolución de Coro
La Revolución de Coro, también conocida como la Revolución de Colinada, fue una insurrección armada comandada por el general León Colina ocurrida en Venezuela entre octubre de 1874 y febrero de 1875 contra el gobierno de Antonio Guzmán Blanco. Esta guerra civil fue recordada como uno de los principales movimientos armados en contra de la dictadura de Antonio Guzmán Blanco.
La revolución fue liderada por parte de varios jefes liberales, anteriormente subalternos de Guzmán Blanco, entre ellos destacan los generales León Colina y José Ignacio Pulido Briceño. La revolución también contó con el respaldo de miembro del Partido Conservador los llamados "godos" derrotados durante la Guerra Federal. Antes de que la rebelión fuese sofocada, llega a ocupar partes de la Provincia de Barquisimeto. El principal evento de la rebelión fue la batalla de Barquisimeto.

## Antecedentes

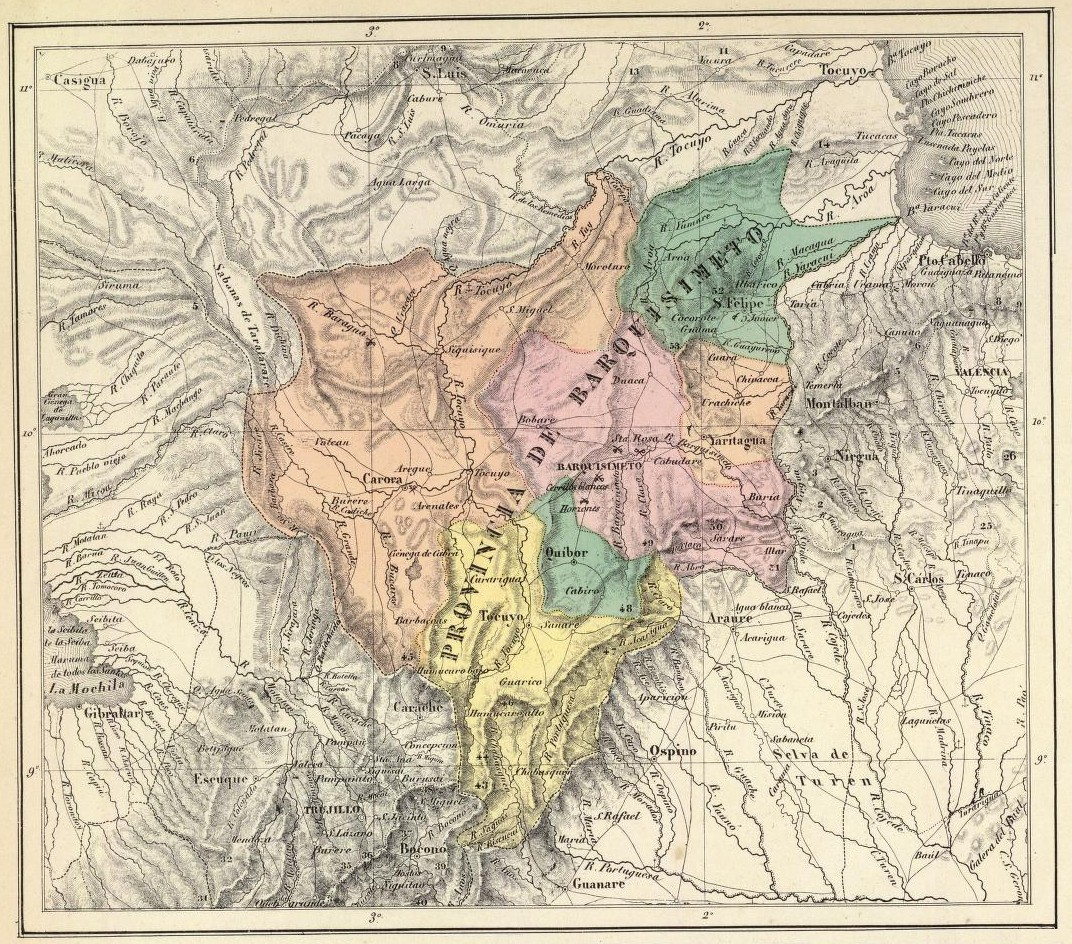
Provincia de Barquisimeto

León Colina había sido miembro del gobierno de Guzmán Blanco y participado en el Consejo de Guerra contra la rebelión de Matías Salazar en 1872. Sin embargo en 1873 Colina se distancia del guzmancismo e inicia un movimiento en su contra. Cuenta con 4.000 seguidores.

## Desarrollo

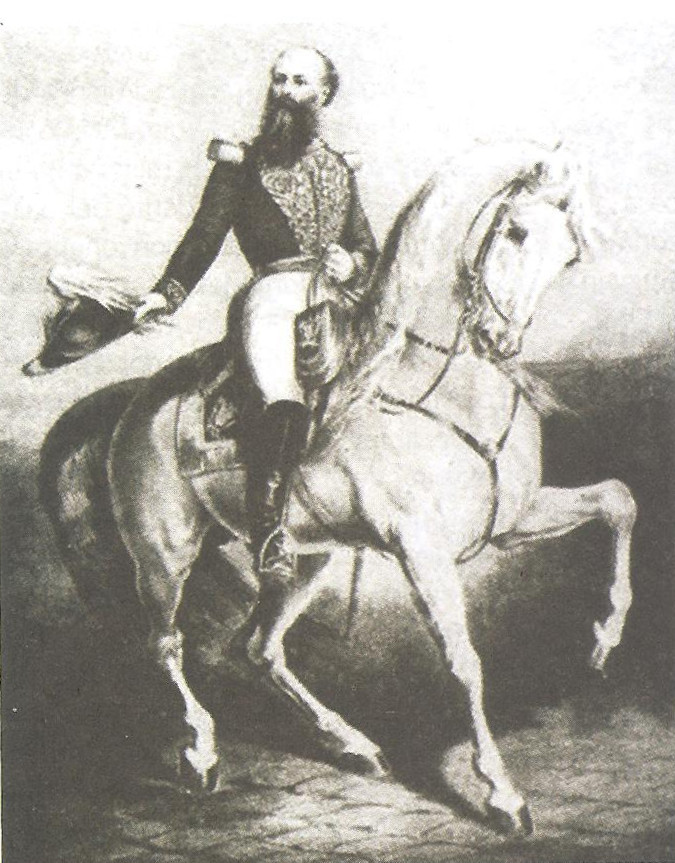
Antonio Guzmán Blanco.

En octubre de 1874 la Asamblea Legislativa del Estado Falcón le declara la guerra a Antonio Guzmán Blanco, acusándolo de tirano. El gobierno envía 22.000 soldados contra él. Con la intención de extender la rebelión por todo el país, León Colina estableció contacto con el general José Ignacio Pulido Briceño quien se encontraba el oriente del país y que hasta entonces había sido un aliado político del guzmancismo. Cuando Guzmán Blanco se enteró de la rebelión expreso:
"La Revolución tiene en Occidente un Ejército sin general y en Oriente un general sin Ejército".
El 20 de octubre de 1874 estalla la insurrección. El 27 de noviembre de 1874 Guzmán Blanco a llega a Barquisimeto donde la población lo recibe con entusiasmo dando inicio a la batalla de Barquisimeto, el combate duró 3 días, dejó gran cantidad de muertos y terminó en una victoria para Antonio Guzmán Blanco. León Colina se ve obligado a retirarse a Coro con apenas 1.200 hombres. Allí tuvo que combatir una sublevación a favor del gobierno.

## Desenlace
Acorralado, León Colina pacta la rendición el 3 de febrero de 1875 y debe exiliarse por 2 años. Con aquella victoria, el poder del presidente Antonio Guzmán Blanco quedaba más afianzado.